# Barrage de Caculo Cabaça
Le barrage de Caculo Cabaça est un grand barrage hydroélectrique en cours de construction sur le fleuve Kwanza, dans le nord de l'Angola. Avec une puissance installée de 2 172 MW, il sera lors de sa livraison en 2024 un des barrages les plus puissants d'Afrique.

## Localisation
Le projet du barrage de Caculo Cabaça se situe dans la commune de São Pedro da Quilemba (pt), municipalité de Cambambe, province du Kwanza-Nord, en Angola. Le barrage est situé environ 200 km au sud-est de la capitale Luanda. Il sera construit au kilomètre 289 du fleuve Kwanza depuis son embouchure, soit 19 km en aval du barrage de Laúca et 66 km en aval du barrage de Kapanda, les trois ouvrages formant un aménagement en cascade. À plus long terme, il est prévu un total de 8 barrages en cascade.

## Caractéristiques

### Barrage et circuits hydrauliques
Le barrage de Caculo Cabaça est un barrage-poids en béton compacté au rouleau (BCR), d'une hauteur de 103 m. Il est doté d'un déversoir de crue d'une capacité de 10 000 m3/s, correspondant à une période de retour de 10 000 ans.
La centrale hydroélectrique principale, souterraine, sera indépendante et séparée du barrage : le débit turbiné transitera à travers quatre conduites forcées (une par turbine) creusées dans la roche, en rive gauche du fleuve. Chaque conduite forcée peut accueillir un débit maximal de 275 m3/s.
La prise d'eau s'effectuera dans le lac de retenue, 2,4 km en amont du barrage, et sa restitution environ 10 km en aval. Le circuit hydraulique principal court-circuitera ainsi le coude que forme le fleuve Kwanza en aval du barrage. Ce schéma permet d'exploiter une  hauteur de chute de 215 mètres.
Seul un débit réservé de 60 m3/s transitera à travers le barrage pour maintenir une continuité écologique dans le lit du fleuve, alimentant par ailleurs une turbine accessoire.

### Puissance installée et turbines
Étant donné la forte variabilité annuelle du débit du Kwanza et le faible volume du lac de retenue, la centrale hydroélectrique du barrage de Caculo Cabaça, d'une puissance installée de 2 172 MW, devrait avoir un facteur de charge de seulement 43%, pouvant descendre jusqu'à 30% lors des années les plus sèches. Son débit d'équipement de 1 160 m3/s est en effet largement supérieur au débit annuel moyen (591 m3/s au droit du barrage), et n'est atteint ou dépassé que 15% de l'année,. Néanmoins, le débit alimentant la centrale hydroélectrique de Caculo Cabaça sera avant tout déterminé par le fonctionnement du barrage de Laúca, qui dispose à l'inverse d'un volume d'eau stocké conséquent.
La puissance installée se répartit en quatre turbines principales de 530 MW chacune, et une turbine accessoire de 52 MW associée au flux réservé. Les cinq turbines sont de type Francis à axe vertical. La production électrique moyenne de l'ensemble est estimée à 8 566 GWh/an.
Une sous-station électrique de 400 kV sera construite au niveau du barrage, et une nouvelle ligne à haute tension reliera cette dernière à la sous-station de Catete (en), s'ajoutant aux deux déjà construites avec le barrage de Laúca. L'électricité produite par la turbine de 52 MW sera quant à elle transformée dans une sous-station de 220 kV, qui sera reliée à la sous-station de Laúca.

### Importance régionale
Avec une puissance installée de 2 172 MW, le barrage de Caculo Cabaça serait le plus important d'Afrique s'il était construit en 2020, juste devant le haut barrage d'Assouan en Égypte (2 100 MW) et le barrage de Cahora Bassa au Mozambique (2 075 MW). À sa livraison en 2024, il devrait néanmoins se classer deuxième, loin derrière le barrage de la Renaissance en Éthiopie (6 450 MW), devant entrer en opération en 2022. Il sera toutefois le plus puissant d'Angola, juste devant celui de Laúca (2 069,5 MW).

## Objectifs
En 2018, la puissance hydroélectrique installée en Angola est estimée à 3 GW, ce qui ne représente que 17% du potentiel hydroélectrique du pays, encore largement sous-exploité. Dès lors, la construction de nouveaux barrages est considéré comme une priorité nationale, inscrite à la fois dans la Politique nationale de sécurité énergétique et dans la Stratégie à long terme 2025. Le gouvernement vise à ajouter 9 GW de puissance électrique installée (toutes sources confondues) entre 2017 et 2025 ; le barrage de Caculo Cabaça contribuerait ainsi à près du quart de cet objectif.
D'après la Banque mondiale, seuls 42% des habitants de l'Angola disposaient d'un accès à l'électricité en 2017, un chiffre proche de la moyenne de l'Afrique subsaharienne (44,6%). Le gouvernement angolais souhaite faire passer cette part à 60% d'ici 2025 et 100% d'ici 2030, tout en mettant fin aux pénuries de courant chroniques dans la capitale, d'où des besoins de production très importants,. En 2019, le ministre de l'Énergie et de l'Eau João Baptista Borges estimait la croissance de la demande en électricité à 12,5% par an d'ici 2024.
Le barrage de Caculo Cabaça doit permettre l'accès à l'électricité à plus de 14 millions d'habitants dans tout le pays. Cet apport d'électricité est également vu comme un moteur de développement économique, notamment en alimentant les secteurs minier, industriel et agricole,.
En outre, la construction d'une ligne à très haute tension vers les provinces de l'Est est à l'étude, pour pallier le déficit électrique de la région, qui souffre d'un retard de développement et des prix élevés de l'électricité produite localement.
En plus de l'augmentation de l'approvisionnement national, un éventuel excédent de production pourra être exporté aux pays voisins grâce aux lignes à haute tension construites avec le barrage de Laúca.

## Aménagement hydroélectrique du fleuve Kwanza
La réalisation du barrage de Caculo Cabaça s'intègre dans un projet plus global d'aménagement du fleuve Kwanza, au potentiel hydroélectrique considérable, estimé par le Ministère de l'Énergie et de l'Eau à 8,2 GW,. L'essentiel de ce potentiel (7 GW) se concentre sur une courte section de 200 km nommée Moyen-Kwanza, le long de laquelle le fleuve chute de 934 mètres, ce qui en fait un site excellent pour une exploitation hydroélectrique .
On trouve, d'amont en aval :
- le barrage de Quissonde, le seul à ne pas se trouver dans le Moyen-Kwanza | 120 MW | en projet
- le barrage de Kapanda | 520 MW | construit en 2007
- le barrage de Laúca | 2 069,5 MW | en construction, livraison prévue en 2020
- le barrage de Caculo Cabaça | 2 172 MW | en construction, livraison prévue en 2024
- le barrage de Zenzo I | 460 MW | en projet
- le barrage de Zenzo II | 114 MW | en projet
- le barrage de Túmulo do Caçador | 453 MW | en projet
- le barrage de Luime | à l'étude
- le barrage de Cambambe (en) | 960 MW | construit en 1963 et agrandi en 2017

## Chronologie
La construction du barrage a été attribuée sans appel d'offres à l'entreprise China Gezhouba Group Corporation (CGGC) (en) en juin 2015. Le groupe sera également chargé de l'exploitation et de la maintenance pour une durée de 4 ans. La durée totale des travaux a été estimée à 80 mois au lancement du projet. Le chantier devrait employer jusqu'à 8 000 personnes, donc certaines déjà impliquées dans les travaux du barrage de Laúca.
L'étude d'impact environnemental a été finalisée en décembre 2015.
Le chantier de construction a été officiellement lancé le 4 août 2017, avec la pose de la première pierre par le président de la République José Eduardo dos Santos.
En mars 2020, 90% des travaux d'excavation des deux tunnels de dérivation étaient réalisés, pour un achèvement attendu au printemps de la même année. La réalisation de ces deux tunnels parallèles, d'une section de 14 m2 et de longueurs respectives de 415 et 357 m, doit permettre de détourner les flots du fleuve pour initier la construction du barrage lui-même. Dans le même temps, le creusement du tunnel d'accès à la future centrale électrique se poursuit, avec un avancement de 55%.
Le taux d'avancement physique du projet atteint 3,47% en mars 2020, d'après son directeur Augusto Chico. 825 travailleurs sont alors en action sur le chantier, dont 70% sont Angolais.
En novembre 2019, il était estimé que la production d'électricité pourrait débuter en 2024.
Lors de sa mise en service, le remplissage du barrage ne devrait prendre que quatre jours. Les études de sédimentation donnent une durée de vie théorique de 280 ans avant le comblement du réservoir.

## Financements
Le projet, dont la réalisation est initialement estimée à 4,5 milliards de dollars (490 milliards de kwanzas ), est financé par la Banque industrielle et commerciale de Chine (BICC). L'Angola est une terre de prédilection des investissements chinois en Afrique, le pays ayant déjà bénéficié de près de 50 milliards de dollars d'investissements chinois pour ses infrastructures depuis la fin de la guerre civile en 2002.
En mars 2020, le coût du projet est revu à la hausse, avec une estimation de 5,2 milliards de dollars dont 3,8 milliards pour le barrage lui-même et 1,4 milliard pour l'infrastructure de distribution d'électricité.
Un financement supplémentaire de 1,06 milliard d'euros (1,16 milliard de dollars) a été concédé par le gouvernement allemand en 2020 pour l'équipement hydromécanique et électromécanique du barrage (turbines, vannes, alternateurs...). Les équipements en question seront fournis par l'entreprise allemande Voith.

## Impact environnemental
D'après l'étude d'impact environnemental, le barrage devrait inonder, au niveau maximum de sa retenue, une surface de 16,6 km2. Cela aboutira à la perte définitive de 9,3 km2 de savane, 1,7 km2 de végétation alluviale, 3,3 km2 de zones rocheuses et 2,5 km2 du lit du fleuve. Il s'agit néanmoins d'un des ratios de surface inondée par puissance installée les plus faibles parmi les grands barrages du monde, à comparer par exemple avec les 188 km2 du réservoir du barrage de Laúca, légèrement moins puissant,.
Aucune aire protégée n'est touchée directement par la construction du barrage, mais son impact sur le fleuve pourrait toutefois affecter l'écologie du parc national de Kisama, que le Kwanza traverse.
L'étude d'impact fait état de conséquences « directes, négatives, irréversibles, d'intensité modérée à significative » sur les peuplements piscicoles du fleuve.